# Parafia Matki Bożej Fatimskiej w Ciechanowie
Parafia pw. Matki Boskiej Fatimskiej w Ciechanowie – parafia należąca do dekanatu ciechanowskiego zachodniego, diecezji płockiej, metropolii warszawskiej. Jedna z sześciu ciechanowskich parafii.

## Historia
Parafię erygował 3 września 1996 biskup Zygmunt Kamiński. 8 września tegoż roku odbył się ingres pierwszego proboszcza parafii ks. mgr Jana Jóźwiaka. Mszę Św. i nabożeństwa odprawiano w prowizorycznej kaplicy, zaś 27 maja 1998 rozpoczęto budowę kościoła oraz plebanii. W kwietniu 1997 proboszcz przywiózł z Fatimy figurkę patronki parafii – Matki Boskiej Fatimskiej. W 1999 został oddany do użytku dom parafialny, który poświęcił biskup płocki Stanisław Wielgus.

## Działalność parafialna

### Wspólnoty parafialne
Przy kościele działa grupa parafialna Wojsko Gedeona, która wyrosła w diecezji płockiej z doświadczeń Odnowy w Duchu Świętym, Ruchu Światło-Życie, Harcerstwa, idei miłosierdzia, zasad rycerstwa, miłości do ojczyzny i kościoła, walki duchowej, potrzeby chwili i prowadzenia Bożego. Sama nazwa i idea W.G. zaczerpnięta jest z Księgi Sdz 7:1-25. Dwa miecze Ducha w naszym logo /miecz miłości i prawdy/, przeszywające Wschodzące Słońce, jako symbol osoby Jezusa /Łk 1:78-79/, ukazują nam potrzebę walki duchowej ze złem na różnym poziomie życia. Grupę prowadzi ks. Tomasz Dec.
Młody człowiek, zagubiony w świecie rozmytych wartości i braku poczucia sensu tego co robi, jednocześnie szuka „podwójnych ramion ojca i matki”, pełnych dobroci, ale i jasnych wymagań. Owych 300 żołnierzy z Księgi Sędziów staje się symbolem ludzi wyzwolonych z lęku i kompleksów mniejszości, a całą ufność pokładających w Chrystusie. Stąd jedno z głównych zawołań W.G. to: Jezu ufam Tobie.